# Ibrahim Murtala Muhammed
Pour les articles homonymes, voir Muhammed.
Ibrahim Murtala Muhammed, né le 14 décembre 1974 et mort le 6 août 2025, est un homme politique ghanéen, membre des huitième et neuvième Parlements de la Quatrième République du Ghana qui représente Tamale Central (circonscription parlementaire du Ghana) et agit en tant que ministre au sein du ministère de l'Environnement, des Sciences, de la Technologie et de l'Innovation (en) jusqu’à sa mort.
À une occasion, il est membre du Parlement pour Nanton, le vice-ministre de l'Information et des Relations avec les médias et le vice-ministre du Commerce et de l'Industrie. Il est membre du Parlement de la circonscription centrale de Tamale dans le nord. En décembre 2024, il est réélu membre du Parlement de la circonscription centrale de Tamale au neuvième Parlement de la Quatrième République du Ghana,,,,,,,.

## Biographie

### Premières années et éducation
Muhammed était dans l'enseignement secondaire à l'École supérieure du Lycée du Ghana (Tamale) (en). Il était un enseignant qualifié titulaire d'un certificat A du Collège d'éducation de Tamale (en) (TACE), anciennement Tamale Training College (TATCO). Il a également obtenu un master en planification du développement et relations internationales et diplomatie de l'Université Kwame Nkrumah de la science et de la technologie et de l'Université du Ghana, respectivement.

### Carrière politique
En 2009, après un changement de pouvoir politique du NPP au NDC, Muhammed a été nommé coordinateur national adjoint du Programme national d'emploi des jeunes (en) (NYEP) par John Evans Atta Mills, qui a ensuite été rebaptisé à l’Agence ghanéenne pour le développement de l’emploi des jeunes (GYEDA). Il a occupé ce poste jusqu'à ce qu'il ait été élu député au Parlement pour la circonscription de Nanton aux élections de 2012,.

#### Membre du Parlement
En 2006, à la suite de la décision de Wayo Seini, il est député de Tamale Central (circonscription parlementaire du Ghana) (en) de déserter le PNP, une sous-élection a été déclarée pour pourvoir le poste vacant. Muhammed a été en faveur des primaires de la NDC, mais a perdu face à Inusah Fuseini (en), qui a finalement remporté les élections partielles pour remplacer Wayo Seini. Muhammed a contesté les primaires de son parti en 2008 et a de nouveau perdu face à Monsieur Fuseini, qui a continué à conserver sa position au Parlement. Muhammed s'est déplacé pour défendre les primaires dans la circonscription de Nanton et cette fois, il a gagné pour représenter le NDC comme son candidat parlementaire pour les élections de 2012.

##### Élections législatives de 2012
Muhammed a été membre du Parlement de la circonscription de Nanton au sixième Parlement de la quatrième République du Ghana. En décembre 2012, il a remporté les élections parlementaires pour représenter la circonscription de Nanton, obtenant 10,369 voix représentant 52,66% du total des voix exprimées contre son concurrent le plus proche qui était le député titulaire du parlement, Abdul-Kareem Iddrisu, qui a obtenu 8,667 voix représentant 44,02%,,.

##### Élections législatives 2016
En 2016, après avoir rempli un mandat au parlement, il a perdu sa candidature pour être réélu membre du parlement de Mohammed Hardi Tuferu. Tuferu a obtenu 11 346 voix, soit 51,84 % contre 10 451 voix de Muhammed, soit 47,75 % des suffrages exprimés. Avant les élections, Muhammed a été entendu accuser publiquement par un député du NDC dans la région nord d'avoir conspiré pour l'expulser,,.

##### Élections législatives 2020
Après que le député de Tamale Central Inusah Fuseini (en) ait décidé de ne pas demander la réélection aux élections de 2020, Muhammed a contesté les primaires parlementaires de son parti. En août 2019, il a remporté les primaires après avoir obtenu 737 voix contre ses deux belligérants Alhassan Adam et Abdul Hanan Gundado, qui ont obtenu respectivement 181 voix et 319 voix. Il a gagné l'élection principale, assurant son retour au parlement en tant que parlementaire pour Tamale Central obtenant 41 156 voix, tandis que le Nouveau Parti patriotique (NPP) Ibrahim Anyars a obtenu 33 699 voix. Au Parlement, Muhammed était membre de la commission des comptes publics et des commissions du commerce et de l'industrie,,,,,.

##### 2024 élections parlementaires
En décembre 2024, il a remporté les élections parlementaires sur le billet du NDC pour représenter Tamale Central en assurant 52 263 voix tandis que son adversaire avait 16 647 voix. Il a maintenu le poste de député à Tamale Central.

#### Ministre d'État
En janvier 2025, le président John Mahama a nommé Murtala ministre de l'environnement, de la science et de la technologie. Il a pris ses fonctions le 12 février après son approbation par le président.

##### Vice-ministre
En mars 2013, John Mahama a nommé Muhammed vice-ministre de l’information et des relations avec les médias, puis ministre du commerce et de l’industrie sous le gouvernement de John Mahama entre 2013 et 2017. Après avoir exercé cette fonction pendant un an, le Ministère de l'information et des relations avec les médias et le Ministère des communications ont fusionné et Muhammed a été transféré avec Kweku Ripas-Hacks pour servir de vice-ministres sous le nouveau Ministère du Commerce et de l'Industrie (Ghana) (en), Ekwow Spio-Garbrah (en),. Il a joué ce rôle jusqu'à ce que son parti ait perdu les élections de 2016 et a remis le gouvernement au Nouveau Parti patriotique en janvier 2017.

### Vie personnelle
Mahomet est musulman. Il est marié et a trois enfants.

### Mort
Le 6 août 2025, Muhammed meurt dans un accident d'hélicoptère alors qu'il se rend à Obuasi, dans la région d'Ashanti, pour un événement de lutte contre la galamsey (exploitation minière illégale). Il se trouve à bord d'un hélicoptère Z-9 des Forces armées ghanéennes lorsque celui-ci s'écrase dans le district d'Adansi Akrofuom. L'accident tue les huit personnes à bord, dont le ministre de la Défense, Edward Omane Boamah, coordonnateur adjoint de la Sécurité nationale par intérim, Alhaji Muniru Mohammed, vice-président du NDC, Samuel Sarpong (en), ancien candidat parlementaire, Samuel Aboagye, chef pilote de l'escadron, Peter Bafemi Anala, Sargento.